# Le Jingyi
Le Jingyi (chinesisch 樂 靖宜; * 19. März 1975 in Shanghai) ist eine ehemalige Schwimmerin aus China.

## Karriere
Die in den 1990er Jahren zu den erfolgreichsten chinesischen Schwimmerinnen gehörende Le Jingyi feierte bei den Olympischen Sommerspielen 1992 in Barcelona ihren ersten internationalen Erfolg, als sie mit der 4-mal-100-Meter-Freistilstaffel die Silbermedaille hinter den USA gewann.
Erstes internationales Aufsehen erregte sie 1993 bei den Kurzbahnweltmeisterschaften in Palma, als sie über 50 Meter und 100 Meter Freistil sowie mit der chinesischen 4-mal-100-Meter-, der 4-mal-200-Meter-Freistil- und der 4-mal-100-Meter-Lagenstaffel jeweils mit neuem Weltrekord die Goldmedaille gewann.
Den kontroversesten Auftritt ihrer Karriere absolvierte sie bei den Schwimmweltmeisterschaften 1994 in Rom. Dort wurde sie zwar einerseits über 50 Meter und 100 Meter Freistil sowie mit der chinesischen 4-mal-100-Meter-Freistil- und der 4-mal-100-Meter-Lagenstaffel jeweils in Weltrekordzeit Weltmeisterin, musste sich aber andererseits auf Grund ihres extrem muskulösen Körpers den spekulativen Vorwürfen über die Einnahme von illegalen leistungssteigernden Mitteln, im Speziellen der anaboler Steroide, stellen.
Ihren größten Erfolg feierte sie zwei Jahre später bei den Olympischen Spielen 1996 in Atlanta, als sie über 100 Meter Freistil Olympiasiegerin wurde. Außerdem konnte sie jeweils eine Silbermedaille über 50 Meter Freistil, 4 × 100 Meter Freistil und 4 × 100 Meter Lagen gewinnen.
Nach dem Triumph in Atlanta konnte sie kaum mehr überzeugen. Ihr größter Erfolg ist der Weltmeistertitel mit der chinesischen 4-mal-100-Meter-Freistil- und der 4-mal-100-Meter-Lagenstaffel sowie zwei Bronzemedaillen über 50 und 100 Meter Freistil bei den Kurzbahnweltmeisterschaften 1997 in Göteborg.
Im Jahr 1996 wurde sie zu Pazifiks Schwimmerin des Jahres gewählt.